# Cracker (slang)
Cracker, także white cracker lub cracka – pejoratywne określenie osób pochodzenia białego, w szczególności biednych osób ze stanów Georgia i Floryda. Termin używany głównie w angielszczyźnie amerykańskiej.